# 亨利·尼古拉斯·里德利
亨利·尼古拉斯·里德利（Henry Nicholas Ridley，1855年12月10日—1956年10月24日）为英国植物学家和地质学家。
亨利·尼古拉斯·里德利出生于英国诺福克。1888年至1911年，他为新加坡植物园的第一任科学主任。
亨利·尼古拉斯·里德利花了很多年的时间推广橡胶产品，1895年，他发现了一种对橡胶树伤害较小的割胶法。他主要负责在西马来西亚建立橡胶工业，并在此居住了20年。1930年，他开始投身于植物传种的研究。
1911年，亨利·尼古拉斯·里德利退休于新加坡，并在英国度过了他的余生。

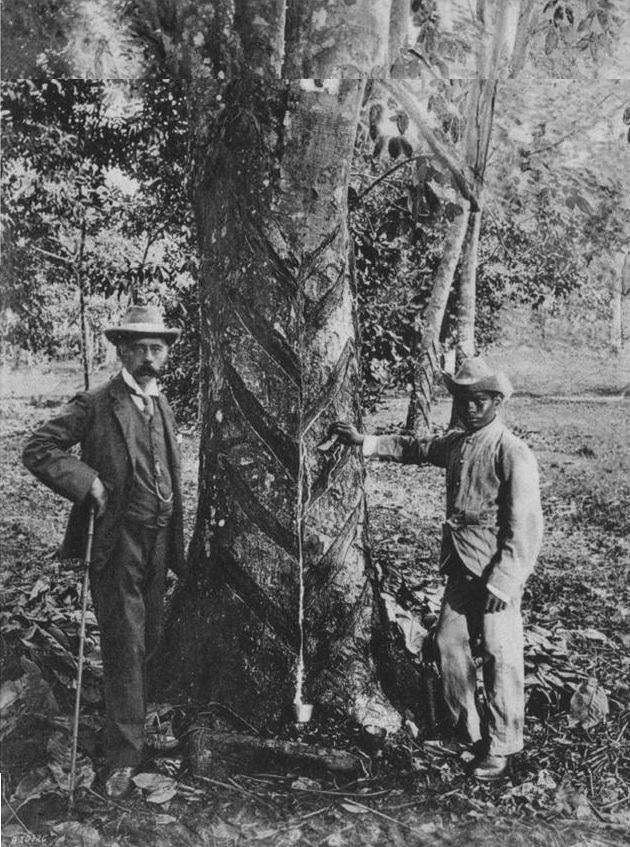
里德利站在三葉橡膠樹旁，橡膠樹上有鯡魚骨圖案的割膠切口。

## 主要著作
- ., , Singapore: Royal Asiatic Society, Straits Branch, 1889-19-01
- ., , Singapore: the Government Printing Office, 1889
- ., , The Journal of the Straits Branch of the Royal Asiatic Society (Royal Asiatic Society), July 1897, 30: 32–120 [S.l.]
- ., , London: Waterlow
- ., , Singapore: the Methodist Pub. House, 1907
- ., , Manila: Bureau of Printing, 1909
- ., , London: Macmilla, 1912
- ., , Vols 1-5, London: L. Reeve & co., 1922–25
- ., , Ashford, Kent: L. Reeve & Co, 1930

## 扩展阅读
- Henry Nicholas Ridley